# San Francisco el Naranjo
San Francisco el Naranjo är en ort i Mexiko.   Den ligger i kommunen Las Margaritas och delstaten Chiapas, i den sydöstra delen av landet, 900 km öster om huvudstaden Mexico City. San Francisco el Naranjo ligger 978 meter över havet och antalet invånare är 392.
Terrängen runt San Francisco el Naranjo är kuperad åt sydväst, men åt nordost är den bergig. Terrängen runt San Francisco el Naranjo sluttar österut. Runt San Francisco el Naranjo är det ganska glesbefolkat, med 30 invånare per kvadratkilometer. Närmaste större samhälle är San Bartolo, 17,5 km nordost om San Francisco el Naranjo. I omgivningarna runt San Francisco el Naranjo växer i huvudsak städsegrön lövskog.